# Brunijolike
Brunijolike (lat. Bruniales), biljni red u razredu Magnoliopsida (dvosupnice)  kojeg je opisao Dumort. još 1829. godine. Danas se u njega uključuju dvije porodice Bruniaceae i Columelliaceae. Glavni rod Brunija (Brunia), rod je grmova iz Afrike, i po njemu su imenovani i porodica i red. Druga porodica Columelliaceae, dodana je ovom redu tek 2008 godine, a rasprostranjena je u Južnoj Americi.

## Porodice i rodovi
1. Familia Columelliaceae D. Don (7 spp.)
  1. Columellia Ruiz & Pav. (4 spp.)
  2. Desfontainia Ruiz & Pav. (3 spp.)
2. Familia Bruniaceae R. Br. ex DC. (79 spp.)
  1. Tribus Linconieae Quint & Class.-Bockh.
    1. Linconia L. (3 spp.)

  2. Tribus Audouinieae Nied.
    1. Audouinia Brongn. (5 spp.)
    2. Thamnea Sol. ex R. Br. (9 spp.)

  3. Tribus Brunieae Rchb.
    1. Staavia Dahl (10 spp.)
    2. Berzelia Brongn. (15 spp.)
    3. Brunia Lam. (37 spp.)